# Saison 3 de Torchwood
Pour les articles homonymes, voir Les Enfants de la Terre.
Torchwood : Les Enfants de la Terre (Children of Earth) est le titre générique de la 3e saison de la série britannique Torchwood. Cette saison de 5 épisodes d'une heure constitue à elle seule un arc de 5 heures et a été diffusée sur 5 jours à raison d'un épisode par jour sur la chaine BBC One. Elle marque une rupture importante de style et dans la narration avec les deux saisons précédentes, ainsi que le retour de son créateur, Russell T Davies, comme scénariste. Cette saison connut un certain succès d'audience qui permit la mise en chantier d'une quatrième saison.

## Synopsis
Les enfants de la Terre se mettent à agir bizarrement, s'arrêtant et prononçant des paroles envoyées par ce qui semble être des extra-terrestres, surnommés les 456 en raison du canal radio dans lequel ils font leurs déclarations. Toutes les nations du monde semblent extrêmement tendues par cet événement, notamment lorsque les aliens commencent à exiger l'impossible. L'équipe de Torchwood décide de s'en mêler et devient une cible ennemie pour un gouvernement qu'elle pensait servir.

## Production
La saison 3, sous forme d'une mini-série de 5 épisodes, montre le changement de showrunner et le retour de Russell T Davies à la tête de la série après que Chris Chibnall soit parti sur Londres, police judiciaire. Elle marque de profondes ruptures avec les deux premières saisons, notamment en interne, avec l'arrivée de Peter Bennett comme producteur, le changement de scénaristes et la réalisation par un Euros Lyn ayant fait ses premières armes sur les épisodes de Doctor Who.
Les rumeurs pour cette saison furent nombreuses et le passage de la série sur BBC One ont réduit la saison à 5 épisodes, ressenti comme une "punition" par John Barrowman. La production de cette mini-série a commencé en août 2008, avec le retour des acteurs Eve Myles, Gareth David-Lloyd, et Kai Owen (maintenant devenu acteur régulier sur la série). Russell T Davies a dû réécrire certaines parties de l'épisode, car les acteurs Freema Agyeman (Martha Jones)et Noel Clarke (Mickey Smith) n'étaient plus disponibles. Leur introduction dans l'équipe de Torchwood était pourtant prévue par une ouverture incluse dans l'épisode final de la saison 4 de Doctor Who.
La saison fut tournée en août 2008 à Cardiff et en partie à Londres.
Une avant-première de la saison fut diffusée le 12 juin 2009 au National Film Theatre

## Distribution
- John Barrowman (V.F.: Sébastien Hébrant) : Capitaine Jack Harkness, chef de Torchwood 3
- Eve Myles (V.F.: Claire Tefnin) : Gwen Cooper, liaison avec la police
- Gareth David-Lloyd (V.F.: Pierre Lognay) : Ianto Jones, chef de la sécurité ; homme à tout faire
- Tom Price (V.F.: Xavier Percy) : Andy Davidson, officier de police, ancien partenaire de Gwen
- Kai Owen (V.F.: Philippe Allard) : Rhys Williams, petit ami puis mari de Gwen
- Peter Capaldi : John Frobisher, secrétaire permanent à l'Intérieur
- Nicholas Farrell : Brian Green, Premier Ministre britannique
- Cush Jumbo : Lois Habiba, assistante de John Frobisher
- Lucy Cohu : Alice Carter, fille de Jack Harkness
- Bear McCausland : Steven Carter, petit-fils de Jack Harkness
- Susan Brown : Bridget Spear, collaboratrice de John Frobisher
- Liz May Brice (en) : Agent Johnson, chargée de la surveillance de Torchwood
- Ian Gelder : M. Dekker, ingénieur du MI5 chargé des transmissions des 456
- Paul Copley : Clement McDonald, rescapé de la première rafle

## Production

### Casting
- Peter Capaldi qui joue le rôle de John Frobisher était apparu dans le rôle de Caellicus dans l'épisode de Doctor Who : La Chute de Pompéi épisode qui était aussi scénarisé par James Moran. Il joue aussi le Docteur dans la même série (À partir de la saison 8)

- Le rôle du Premier Ministre Brian Green est joué par l'acteur anglais Nicholas Farrell (Greystoke, Les Chariots de Feu, etc.)

- Le conseiller Rick Yates est joué par Nicholas Briggs qui donne sa voix aux différents extra-terrestre du Whoniverse, comme les Daleks ou les Cybermen.

## Épisodes

### Épisode 1:Les Enfants de la Terre: Premier Jour
- Royaume-Uni : 6 juillet 2009 sur BBC One
- France : 17 novembre 2009 sur NRJ 12
- Québec : 7 juin 2010 sur Ztélé[5]

- Royaume-Uni : 6,47 millions de téléspectateurs (première diffusion)

### Épisode 2:Les Enfants de la Terre: Deuxième Jour
- Royaume-Uni : 7 juillet 2009 sur BBC One
- France : 17 novembre 2009 sur NRJ 12
- Québec : sur Ztélé

- Royaume-Uni : 6,14 millions de téléspectateurs (première diffusion)

### Épisode 3:Les Enfants de la Terre: Troisième Jour
- Royaume-Uni : 8 juillet 2009 sur BBC One
- France : 24 novembre 2009 sur NRJ 12

- Royaume-Uni : 6,4 millions de téléspectateurs (première diffusion)

### Épisode 4:Les Enfants de la Terre: Quatrième Jour
- Royaume-Uni : 9 juillet 2009 sur BBC One
- France : 24 novembre 2009 sur NRJ 12

- Royaume-Uni : 6,76 millions de téléspectateurs (première diffusion)

### Épisode 5:Les Enfants de la Terre: Cinquième Jour
- Royaume-Uni : 10 juillet 2009 sur BBC One
- France : 24 novembre 2009 sur NRJ 12

- Royaume-Uni : 6,58 millions de téléspectateurs (première diffusion)

Loïs et Jack sont emprisonnés, Alice et Steven libérés, sous l'escorte de l'agent Johnson. Le gouvernement applique un plan pour prélever les enfants dans les écoles, prétextant une campagne de vaccination, les enfants sélectionnés absents de l'école étant raflés chez eux par l'armée. Les 456 révèlent lors d'un entretien qu'ils prennent les enfants car ils produisent une substance chimique qui agit comme une drogue récréative pour eux. Le premier ministre Brian Green demande à Frobisher que ses filles fassent partie des 10 % d'enfants livrés aux 456, afin de présenter par la suite le gouvernement comme une victime. Frobisher rentre chez lui, tue ses enfants et sa femme, puis se suicide. Gwen, partie annoncer la mort de Ianto à sa sœur, l'aide à faire échapper les enfants du quartier à l'armée venue les ramasser. Jack est libéré par un commando envoyé par Johnson, qui voit en lui le seul espoir de déjouer les projets des 456. Se basant sur la façon dont est mort McDonald, Jack en déduit qu'un signal similaire peut être envoyé pour contrer les 456. Cependant, il faut un enfant comme point focal pour la transmission, qui sera tué dans l'opération. Jack n'a d'autre choix que de sacrifier Steven, seul présent, "un enfant contre des millions". Le signal, amplifié par tous les autres enfants, rend les 456 fous de douleur et les force à se retirer.
Le monde se remet. Le premier ministre britannique pense se couvrir en chargeant les États-Unis, mais Bridget Spears, adjointe de Frobisher, qui a parlé avec Lois, le menace de tout dévoiler et le force à démissionner, tandis que Lois est relâchée.

## Informations sur le coffretDVD
- Titre : Torchwood - Les Enfants de la Terre - Saison 3
- Éditeur : Koba Films Video
- Nombre d'épisodes : 5
- Nombre de DVD : 2
- Région : 2
- Image : Couleur, Plein écran, Cinémascope, PAL
  - Format de l'image : 16/9 (compatible 4/3), cinéma respecté 1.77, DVD-9
- Audio : Stéréo, Dolby Digital
  - Langues : anglais, français
  - Sous-titre : Français
- Durée : 260 minutes
- Bonus : Making-of de 30 minutes intitulé Torchwood Declassified
- ASIN : B002WOR2T4
- Date de sortie :
  -  Royaume-Uni : inconnu
  -  France : 20 janvier 2010
- Note : Les épisodes du coffret DVD de la saison 3 ont été tronqués à hauteur de six minutes par épisode. La version britannique comprend en effet 5 épisodes de 58 minutes, soit une durée totale de 290 minutes[6].

## Continuité
- On y revoit l'ancien collègue de travail de Gwen, le policier Andy Davidson (Tom Price).
- Dans l'idée de faire « table rase » des anciennes saisons, le SUV (la voiture noire) est volé et le QG de Torchwood à Cardiff est détruit par une explosion au cours du premier épisode. On ne sait pas ce qu'est devenue « Myfanwy » le ptérodactyle, ainsi que le corps cryogénisé de Gray mais il est grandement possible qu'ils soient morts avec l'explosion.
- On y revoit les lentilles de contact I-5 utilisés dans Reset.
- Lorsque l'équipe regarde le Dr Rupesh Patanjali sur la place Roald Dahl et parlent de son recrutement, Gwen remarque qu'elle a été recrutée de la même manière (Tout change). Son recrutement en tant que médecin fait d'ailleurs écho à la mort d'Owen Harper dans La Faille.

### Continuité avec leWhoniverse
- On y voit des agents de UNIT. Le personnage de Martha Jones est même évoqué dans le premier épisode, mais elle est incontactable car elle est en lune de miel. L'épisode La Prophétie de Noël de Doctor Who la voit en effet apparaître brièvement aux côtés de Mickey Smith, auquel elle est mariée. En réalité, l'actrice Freema Agyeman était indisponible car trop occupée sur la série Londres, police judiciaire (Law & Order: UK). Mickey Smith devait y apparaître aussi mais son rôle dans le script a été changé par le personnage de Loïs Habiba[réf. nécessaire].
- Loïs lit un document sur l'institut Torchwood qui renvoie à sa création par la Reine Victoria en 1879, un événement vu dans l'épisode de Doctor Who, Un Loup-garou royal, et la destruction de sa structure londonienne lors de la Bataille de Canary Wharf, (L'Armée des Ombres / Adieu Rose).
- Le cinquième épisode mentionne le personnage du Docteur, via la vidéo de Gwen.
- Jack avoue à Ianto qu'il est lui-même un point fixe dans l'espace-temps, ce que le Docteur lui a expliqué dans Utopia.

## Réception et critique
La série a dépassé toutes les attentes en atteignant les 6,76 millions de téléspectateurs, et Davies a eu la surprise d'être chaleureusement félicité par la BBC. La diffusion en plein été étant très souvent considérée comme une case de diffusion difficile pour les séries.
La mini-série a reçu de nombreuses critiques positives, surtout en comparaison des deux précédentes saisons. Pourtant, de nombreux fans ont été déçus par la mort de Ianto Jones dans le quatrième épisode. Davies malgré la pression des fans a répondu qu'il ne le ressusciterait pas car cela pourrait endommager l'intégrité de la saison.
Le succès des Enfants de la Terre a permis à la série de se voir prolonger d'une quatrième saison en collaboration avec la chaine américaine Starz.

### Récompenses
La saison a reçu le Prix GLAAD Media en 2010 de la meilleure série ou mini-série.